# Techniques d'intégration multimédia
 (mai 2021).
Si vous disposez d'ouvrages ou d'articles de référence ou si vous connaissez des sites web de qualité traitant du thème abordé ici, merci de compléter l'article en donnant les références utiles à sa vérifiabilité et en les liant à la section « Notes et références ».
Le programme Techniques d'intégration multimédia est un programme d'étude technique de niveau collégial au Québec dans lequel les étudiants apprennent diverses techniques reliées à la conception et à la production de produits multimédia comme des sites web et des applications pour appareils mobiles.
Le programme vise à former des intégrateurs multimédia, il vise donc à inculquer aux étudiants des bases en infographie 2D et 3D, en production audiovisuelle (scénarisation, prise de son et d'image, mixage audio, montage audio et vidéo, conception d'effets spéciaux), en design graphique et Web, en programmation Web dite côté client ou serveur ainsi qu'en développement d'applications mobiles (la ou les langues de programmation ainsi que la ou les plateformes utilisées varient d'un CÉGEP à l'autre). Si le programme vise à la formation de techniciens intégrateurs multimédia, dans le cadre de projets scolaires, le futur intégrateur sera appelé à prendre un rôle dans une équipe, l'appelant généralement à se spécialiser davantage dans un domaine comme l'infographie, l'audiovisuel ou la programmation.
Ainsi, le programme en Techniques d'intégration multimédia ne forme pas seulement des intégrateurs polyvalents, mais aussi des concepteurs Web, programmeurs Web et d'applications mobiles, des concepteurs et éditeurs audio et vidéo, des scénaristes, des infographistes 2D/3D, etc. C'est donc toute la chaîne de production d'un produit multimédia qui est couverte par le programme, l'étudiant disposant du choix de son orientation, de ce qu'il désire y faire.

## Établissements offrant le programme de Techniques d'intégration multimédia
Plusieurs établissements d'enseignement collégial québécois offrent le programme de Techniques d'intégration multimédia.
| Établissement                                 | Page du programme |
| --------------------------------------------- | ----------------- |
| Cégep de Jonquière                            | Voir ici          |
| Cégep de l'Outaouais                          | Voir ici          |
| Collège de Maisonneuve                        | Voir ici          |
| Cégep de Matane                               | Voir ici          |
| Cégep de Sainte-Foy                           | Voir ici          |
| Cégep de Saint-Jérôme                         | Voir ici          |
| Cégep Édouard-Montpetit (Campus de Longueuil) | Voir ici          |
| Collège Montmorency                           | Voir ici          |
| Collège LaSalle                               | Voir ici          |
| Cégep régional de Lanaudière à L'Assomption   | Voir ici          |
| Collège de Bois-de-Boulogne                   | Voir ici          |